# Solução de Fehling

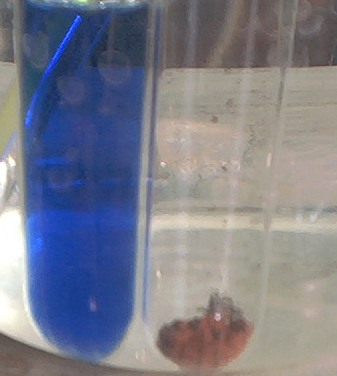
teste de Fehling para a presença de aldeído:resultado negativo à esquerda e positivo à direita

A Solução de Fehling, também chamada de Reagente de Fehling ou Teste de de Fehling, é uma solução de Cu+2 desenvolvida pelo químico alemão Hermann von Fehling, utilizada para diferenciar entre os grupos funcionais cetona e Aaldeído.
A amostra é aquecida junto com a Solução de Fehling, de cor azul; um precipitado de cor vermelha (por conta de oxidação) indica a presença de um aldeído, enquanto as cetonas não reagem, permanecendo a cor azul.
- Em termos gerais temos:

{\displaystyle {\ce {RCHO + 2 Cu^2+ + 5 OH- -> RCOO- + Cu2O + 3 H2O}}}

## Preparação laboratorial
A solução de Fehling é preparada combinando duas soluções separadas, conhecidas como Fehling A e Fehling B. A solução Fehling A é formada pela dissolução sulfato de cobre (II) em água, que é azul profundo, e a solução Fehling B é uma solução incolor de tartarato de sódio e potássio aquoso (também conhecido como sal de Rochelle) produzido em meio fortemente alcalino, por exemplo, hidróxido de sódio. Normalmente, o sal L-tartarato é usado. O complexo de cobre (II) na solução de Fehling é um agente oxidante e o reagente ativo no teste.
O ingrediente ativo azul profundo na solução de Fehling é o complexo bis (tartarato) do Cu2 +. Os tetraânions de tartarato servem como ligantes de alcóxido bidentados e mantêm o cobre na solução, impedindo a precipitação de óxidos e hidróxidos de Cu2+.

## Usos
A solução de Fehling pode ser usada para distinguir grupos funcionais aldeído e cetona. O composto a ser testado é adicionado à solução de Fehling e a mistura é aquecida. Os aldeídos são oxidados, produzindo um resultado positivo, mas as cetonas não reagem, com exceção das sejam α-hidroxi cetonas, que também são oxidadas.
O teste de Fehling pode ser usado como um teste genérico para monossacarídeos e outros açúcares redutores (por exemplo, maltose). Isso dará um resultado positivo para os monossacarídeos de aldose (devido ao grupo aldeído oxidável), mas também para os monossacarídeos da cetose, pois eles são convertidos em aldoses pela base no reagente e, em seguida, fornecem um resultado positivo. [2]
Um exemplo para seu uso é detectar glicose na urina, verificando-se assim uma possível diabetes. É também utilizado para determinar açúcares (carboidratos) redutores; ao se reagir com monossacarídeos torna-se esverdeada, reagindo-se com dissacarídeos torna-se avermelhada.